# Three Springs (Australië)
Three Springs is een plaats in de regio Mid West in West-Australië.

## Geschiedenis
Ten tijde van de Europese kolonisatie leefden de Amangu Nyungah Aborigines in de streek.
De eerste Europeanen die de regio aandeden waren de leden van George Grey's expeditie in 1839. Hun schepen vergaan waren en ze dienden een weg over land naar Perth te zoeken. De streek werd voor het eerst verkend door de gebroeders Augustus, Henry en Francis Gregory. Ze waren op zoek naar geschikt weiland.
In 1867 werkte Charles Cooke Hunt aan de ontwikkeling van een weg door de streek. Hij vermeldde naam Three Springs op zijn kaart, op de locatie waar het plaatsje later werd gesticht. John Forrest voerde in 1872 onderzoek naar waterbronnen langs de weg tussen Perth en Geraldton. In 1895 opende de 'Midland Railway Company' een gedeelte van de spoorweg tussen Midland en Geraldton. Een langs de spoorweg aangelegd nevenspoor werd Three Springs genoemd. De onderneming had het grondgebied ten oosten ervan, in ruil voor de aanleg van de spoorweg, in handen gekregen. Het grondgebied ten westen van de spoorweg was nog in handen van de overheid. Zij stelde het in 1906 als 'Kadathinni Agricultural Area' voor landbouwdoeleinden open. In 1908 stichtte de overheid het dorp Kadathinni aan het nevenspoor Three Springs met de bedoeling het nevenspoor te hernoemen. Dit werd vergeten en in 1946 veranderde het dorp in plaats van het nevenspoor officieel van naam.
Op 2 november 1908 werd de basisschool van Three Springs geopend. In 1980 en 1993 breidde de school verder uit. Een eerste gemeenschapszaal, de 'Agricultural Hall', werd op 29 juni 1912 geopend. In 1913-14 werd het spoorwegstation van Three Springs gebouwd. Vanaf 1910 werd vanuit verschillende locaties in Three Springs post verzorgd. Pas in 1939 kreeg Three Springs een eigen postkantoor. Vanaf 1940 diende het ook als telefooncentrale. In 1995 werd het postkantoor geprivatiseerd. In 1910 opende het 'Commercial Hotel'.
In 1911 werd een rooms-katholieke kerk in Three Springs gebouwd. Op 28 januari 1917 opende een dominicaans klooster de deuren. Op 15 april 1932 werd een anglicaanse kerk gewijd.
Tijdens de Tweede Wereldoorlog bouwde de RAAF een theater in Greenough. Het districtsbestuur kocht het gebouw en verhuisde het in 1947-48 naar Three Springs. Het dient er als gemeenschapszaal. Toenmalig premier James Mitchell opende op 21 juni 1949 de 'Three Springs Shire Hall' officieel.
In 1964 werd een politiekantoor geopend.

## Beschrijving
Three Springs is het administratieve en dienstencentrum van het lokale bestuursgebied (LGA) Shire of Three Springs. Het is een landbouwdistrict waar op grote schaal aan landbouw en veeteelt wordt gedaan. Three Springs is een verzamel- en ophaalpunt voor de oogst van de graanproducenten uit de streek die bij de Co-operative Bulk Handling Group aangesloten zijn. Er wordt saponiet gedolven in de streek.
In 2021 telde Three Springs 356 inwoners tegenover 359 in 2006.
Three Springs heeft een bibliotheek, medisch centrum, tandheelkundig centrum, basisschool, olympisch zwembad en verscheidene andere sportfaciliteiten.

## Toerisme
Three Springs heeft een 'Visitor Information Centre'. Men kan er informatie verkrijgen over onder meer:
- het natuurreservaat Dookanooka waar de Eucalyptus rhodantha, het dorpsembleem, van juni tot oktober kan bezichtigd worden
- de Three Springs Heritage Trail, een wandeling langs het plaatselijke erfgoed
- de Talc Mine Lookout, een uitkijkpunt met panoramisch uitzicht over de oudste dagbouw-talkmijn van West-Australië, een van de grootste ter wereld
- Pink Lakes, een aantal zoutmeren ten oosten van Three Springs die in de lente roze kleuren
- Yarra Yarra Lakes, een aantal zoutmeren ten zuiden van Three Springs waar men watervogels kan waarnemen.

## Flora
De Banksia trifontinalis werd naar het plaatsje Three Springs vernoemd.

## Transport
Three Springs ligt 313 kilometer ten noorden van Perth, 156 kilometer ten zuidoosten van Geraldton en 130 kilometer ten noordwesten van Wubin, langs de Midlands Road, de oude route tussen Perth en Geraldton. De N2 busdienst van Transwa tussen Geraldton en Perth doet Three Springs enkele keren per week aan.
Er ligt een startbaan nabij Three Springs: Three Springs Airport (ICAO: YTHS)
Three Springs ligt langs het goederenspoorwegnetwerk van Arc Infrastructure. Er rijden geen reizigerstreinen.

## Klimaat
Three Springs kent een warm steppeklimaat, BSh volgens de klimaatclassificatie van Köppen. De gemiddelde jaarlijkse temperatuur bedraagt er 19,6 °C. De gemiddelde jaarlijkse neerslag ligt rond 387 mm.

## Galerij

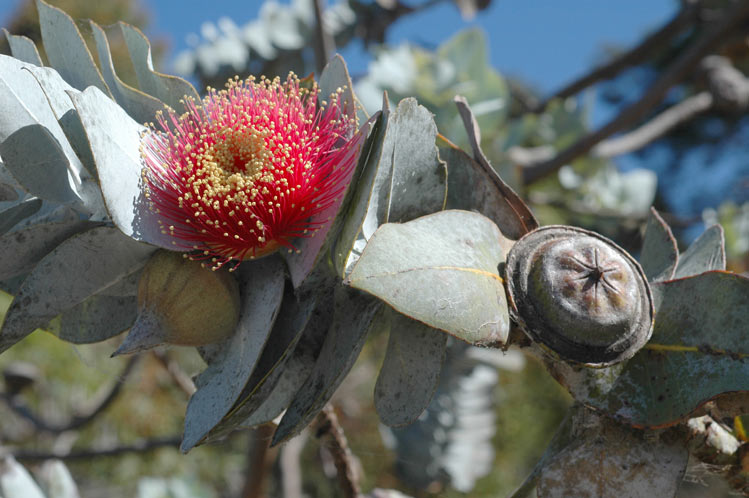
het dorpsembleem, de Eucalyptus rhodantha
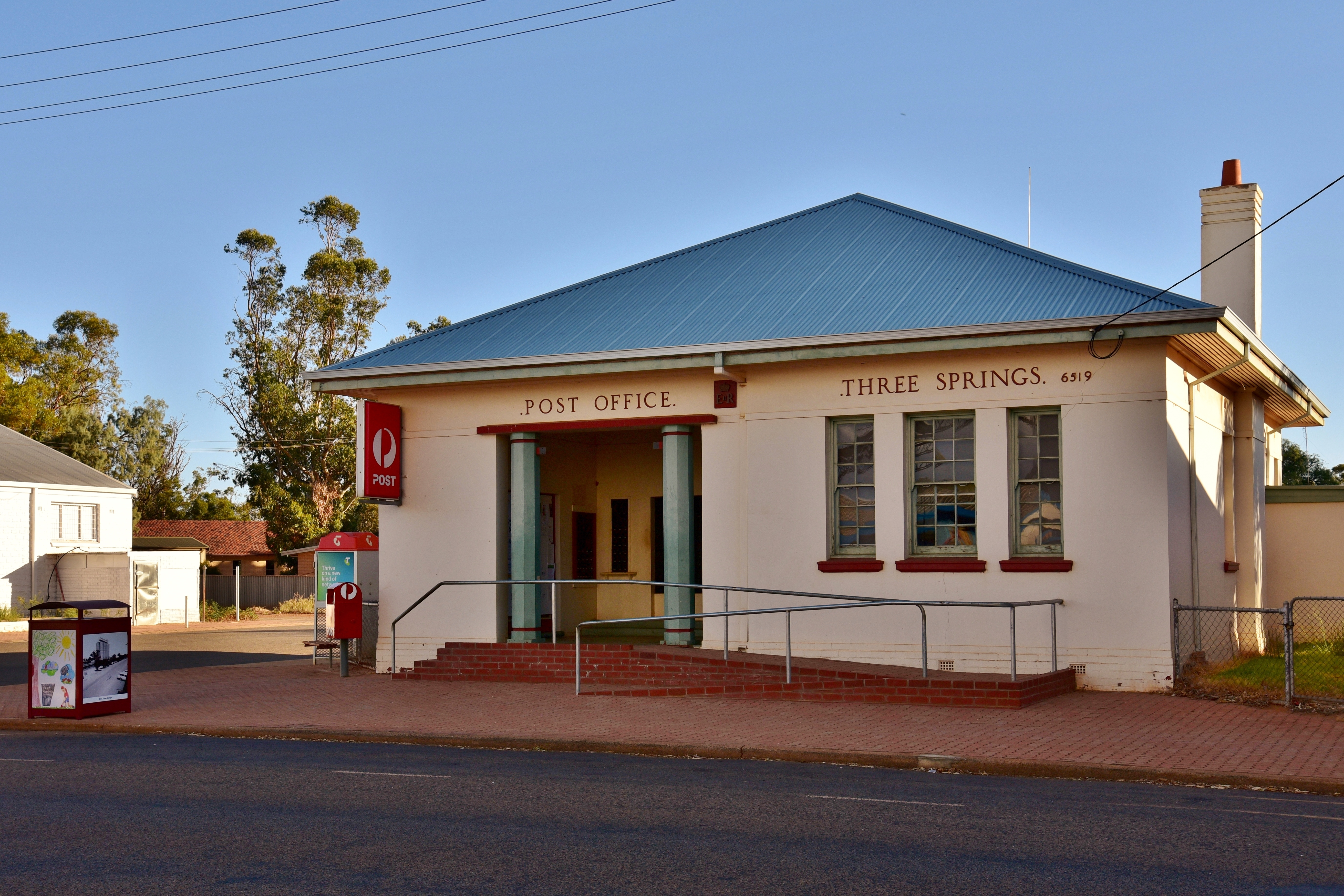
postkantoor uit 1939
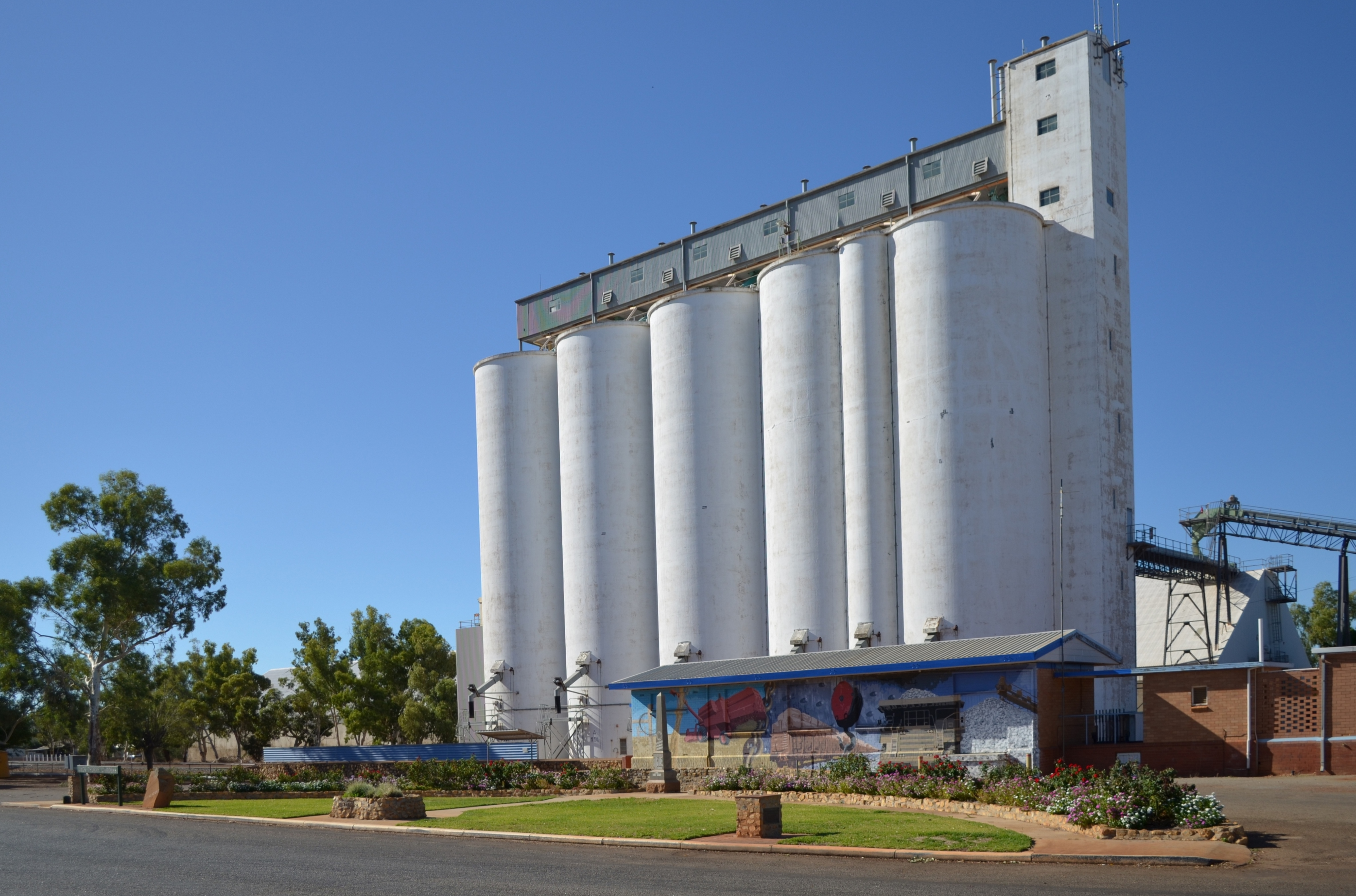
graansilo's van de CBH Group
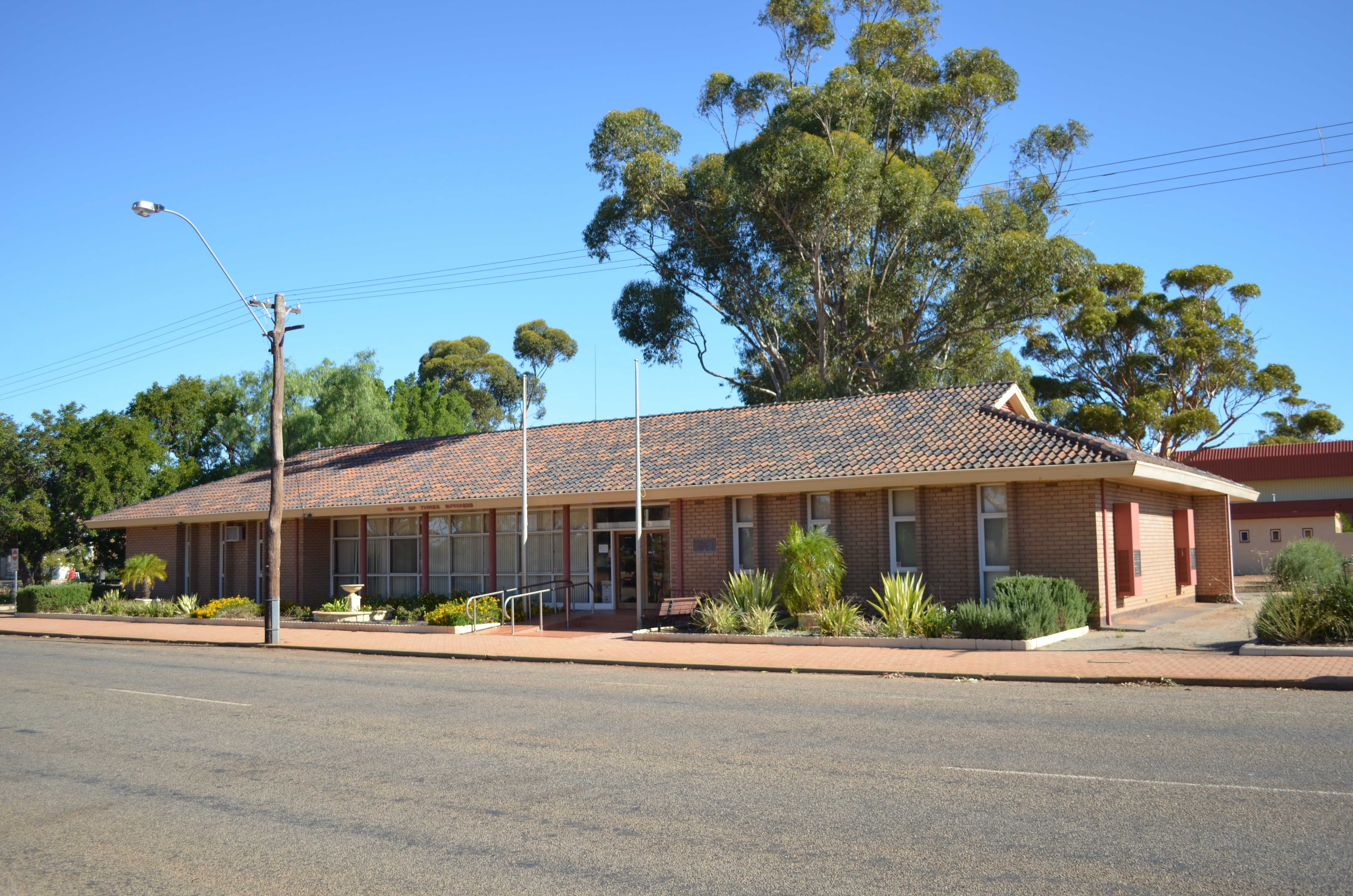
districtskantoren
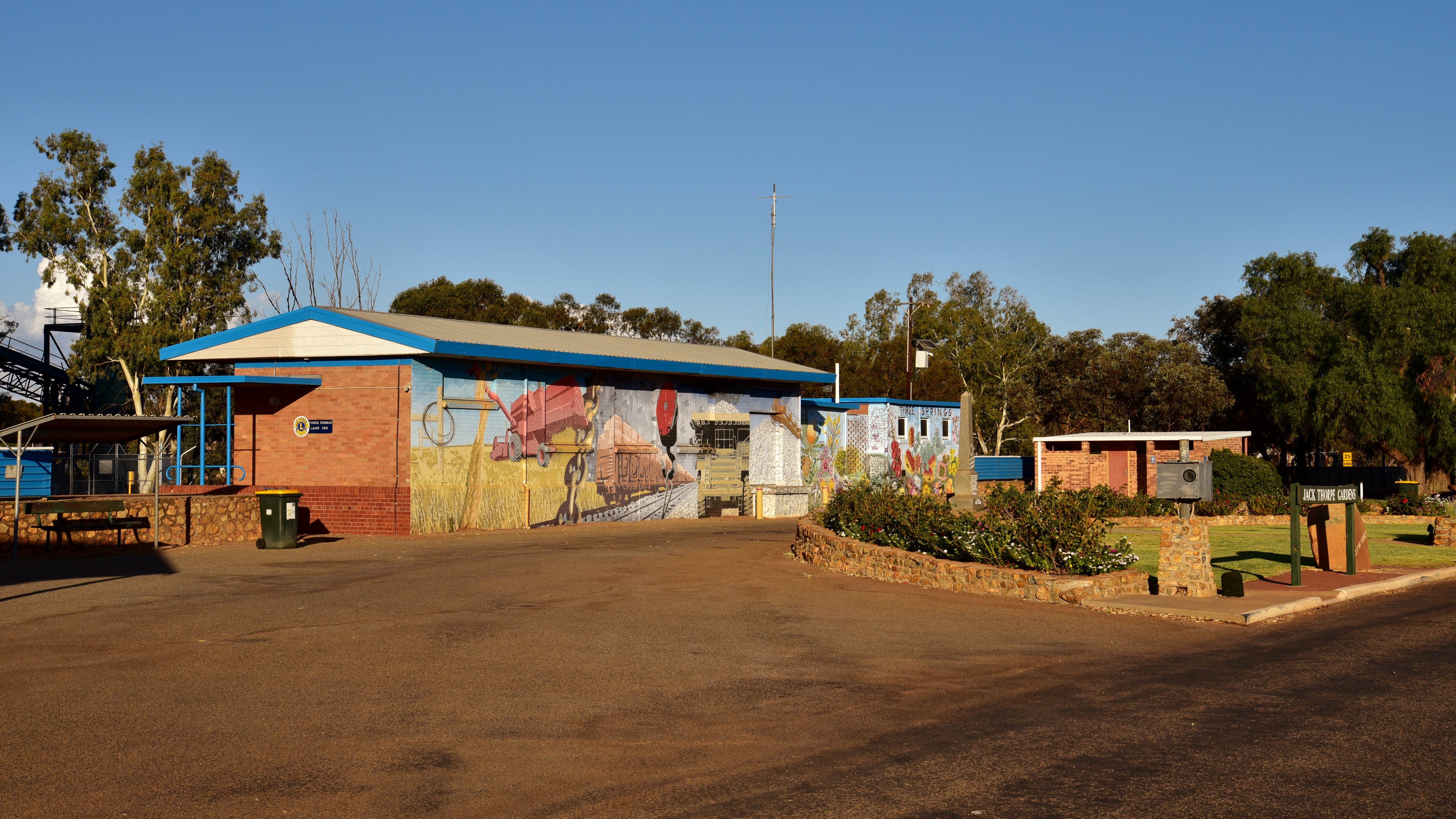
spoorwegstation uit 1913-14
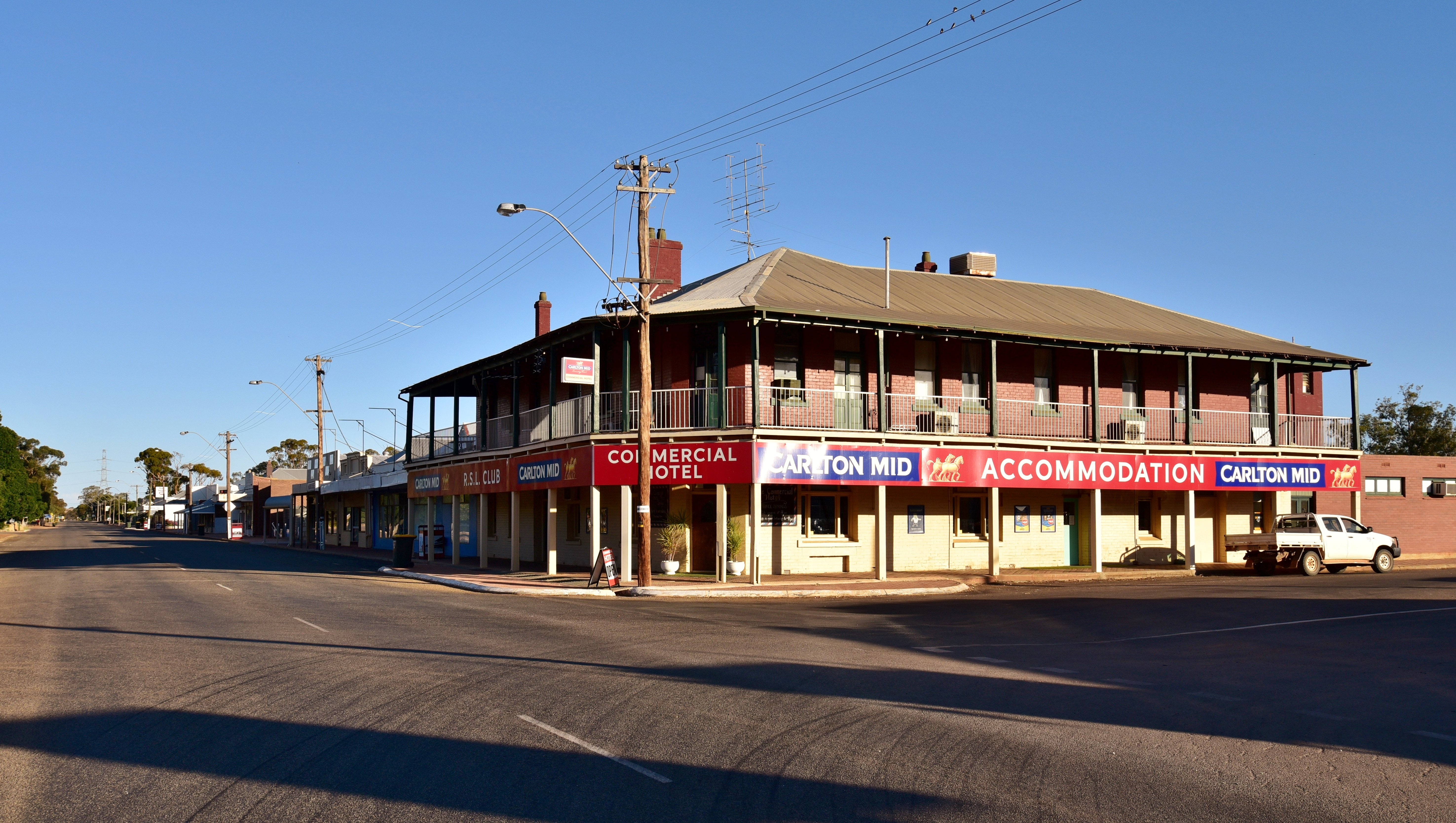
het 'Commercial Hotel' uit 1910

Abbotts · Ajana · Alma · Arrino · Arrowsmith · Austin · Big Bell · Binnu · Boogardie · Bowgada · Bunjil · Canna · Cape Burney · Carnamah · Caron · Coorow · Cuddingwarra · Cue · Day Dawn · Dongara · Drummond Cove · East Bowes · Eneabba · Eradu · Gabanintha · Geraldton · Green Head · Greenough · Gunyidi · Gutha · Horseshoe · Horrocks · Howatharra · Isseka · Kalbarri · Karalundi · Kojarena · Koolanooka · Kumarina · Latham · Leeman · Lennonville · Lynton · Mainland · Marchagee · Maya · Meekatharra · Merkanooka · Mingenew · Minnenooka · Moonyoonooka · Morawa · Mount Erin · Mount Magnet · Mullewa · Nabawa · Nangetty · Nannine · Nanson · Naraling · Narngulu · Narra Tarra · Northampton · Oakajee · Ogilvie · Paynes Find · Peak Hill · Paynesville · Perenjori · Pindar · Pintharuka · Porlell · Port Denison · Port Gregory · Protheroe · Reedy · Rothsay · Sandstone · Tardun · Tenindewa · Three Springs · Tuckanarra · Waggrakine · Walkaway · Warriedar · Whelarra · Wicherina · Wiluna · Winchester · Yalgoo · Yandanooka · Youanmi · Yoweragabbie · Yuna